# پیتر اتبو
اوقنکارو پیتر اتبو (انگلیسی: Oghenekaro Peter Etebo؛ زادهٔ ۹ نوامبر ۱۹۹۵) بازیکن فوتبال اهل نیجریه است که در پست هافبک برای باشگاه فوتبال ختافه بازی می‌کند.
وی همچنین در تیم ملی فوتبال نیجریه بازی کرده‌است و به همراه تیم ملی فوتبال زیر ۲۳ سال نیجریه در بازی‌های المپیک تابستانی ۲۰۱۶ حضور داشته‌است.